# رحیم‌آباد (حاجی‌آباد)
رحیم‌آباد (حاجی‌آباد)، روستایی از توابع بخش فارغان شهرستان حاجی‌آباد در استان هرمزگان ایران است.
روستا رحیم آباد ۶۵ کیلومتری حاجی اباد هرمزگان قرار دارد

## جمعیت
این روستا در دهستان فارغان قرار دارد و براساس سرشماری مرکز آمار ایران در سال ۱۳۸۵، جمعیت آن ۱۸۰ نفر (۴۴خانوار) بوده‌است.